# Кенгарагс

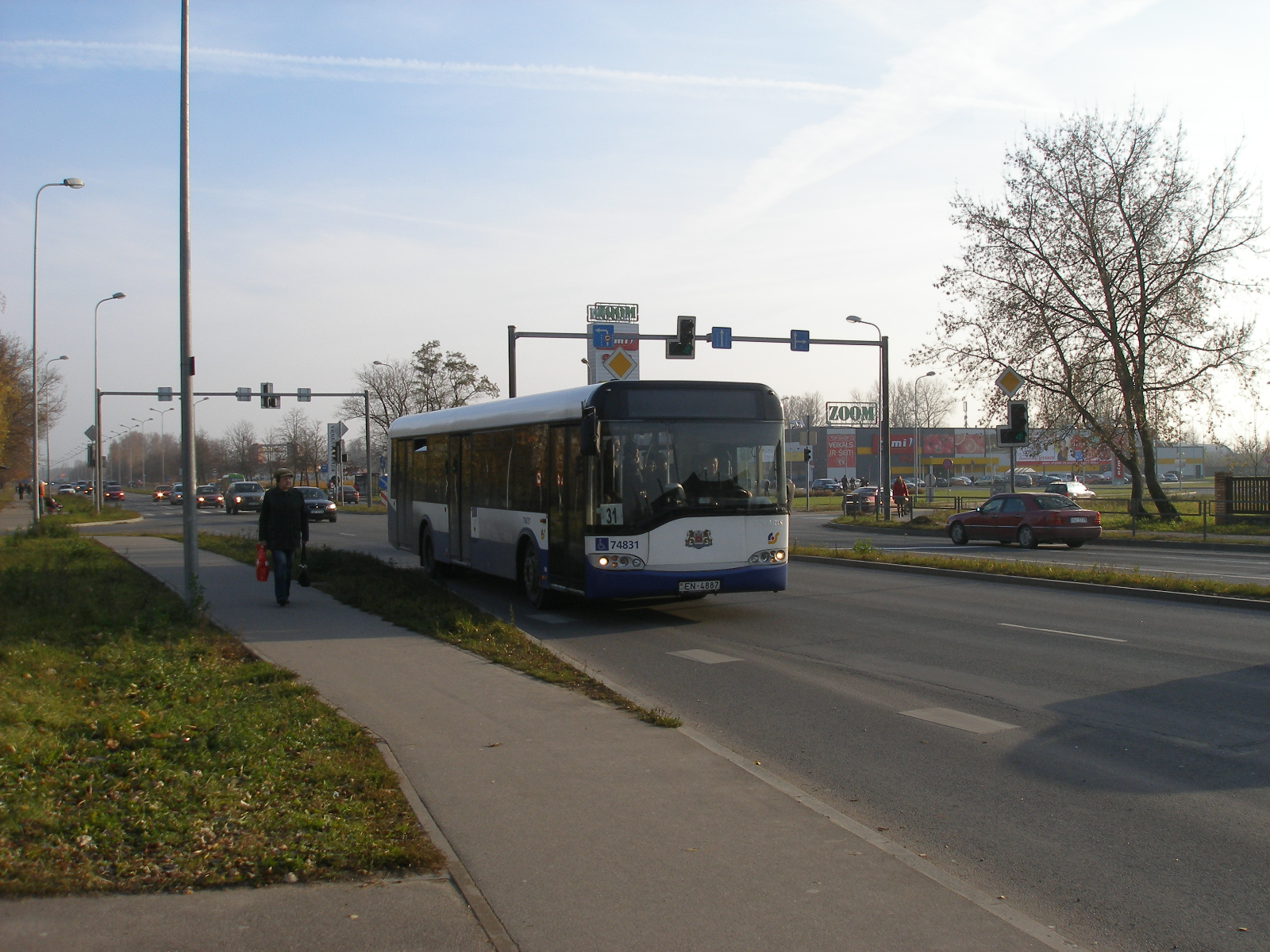
Автобус 31-го маршруту на вулиці Лаггалес у Ризі (прибуває на зупинку "Ķengarags-3v")

Кенгарагс (латис. Ķengarags) — мікрорайон у Латгальському передмісті Риги. Він розташований у південно-східній частині міста. Межує з Латгалою, Шкіротавою і Румбулою, а також з Катлакалнсом через Південний міст. 
Межами району Кенгарагс є Даугава, паралельна їй вулиця Квадрата, вулиця Латгалес, вулиця Вішку, залізниця (вулиця Локомотівес, вулиця Саласпілс), вулиця Славу і Південний міст. 
Наразі в Кенгарагсі проживає 44 084 особи (2023 рік), з яких 19 531 (44,3%) — росіяни, 16 023 (36,35%) — латиші та 8 530 (19,35%) — інші національності.

## Залізничний та громадський транспорт
Уздовж північно-східного кордону району Кенгарагс на залізничній лінії Рига-Крустпілс розташовані залізничні станції Яняварті, Даугмале, Шкіротава. Від станції Яняварті відокремилася гілка колишньої лінії Рига-Ерглі (зараз колії проходять лише до Сауряй). Раніше на Даугаві ходив катер з причалом у Кенгарагсі, який зараз скасовано.
З центру Риги до Кенгарагсу курсують трамваї 7-го маршруту, тролейбуси 15-го маршруту та автобуси 18-го маршруту. Автобуси 15, 31 та 49 маршрутів курсують до Плявнієки та Пурвциемса. Автобуси 60-го маршруту курсують до Зієпнієккалнса.

## Освіта
У Кенгарагсі розташовані Ризька середня школа № 25, 51, 72, Литовська середня школа, Ризька Кенгарагська середня школа, Ризька початкова школа № 65, Ризька початкова школа ім. Валдіса Авотіньша, Латгальська передміська школа музики та мистецтва. Також є Коледж пожежної безпеки і цивільного захисту та Інститут фізики твердого тіла Латвійського університету. 
У мікрорайоні також розташований Даугмалський центр для дітей та молоді. Центр має дві філії в Кенгарагсі — на вул. Аглонас, 39 та вул. Маскавас, 279/7. Центр також має тут підрозділ — Регіональний спортивний центр "Кенгарагс", розташований на вул. Маскавас, 283b, де є стадіон і проводяться спортивні заходи.